# Грей-Томпсон, Танни
Танни Грей-Томпсон (англ. Carys Davina "Tanni" Grey-Thompson, Baroness Grey-Thompson, род. 26 июля 1969 г., Кардифф, Уэльс) — бывшая британская паралимпийская спортсменка-призёрша, ныне член парламента и телеведущая.
Училась политике в Ун-те Лафборо (бакалавр с отличием, 1991).
Обладательница 11 золотых, 4 серебряных и 1 бронзовой паралимпийских медалей. В 2007 году оставила спорт.
С 2005 года дама — за заслуги в спорте.
С 2005 года проканцлер Стаффордширского университета.
С 2010 года — в палате лордов.
Трижды удостаивалась звания Спортсмена года Уэльса по версии Би-би-си (1992, 2000, 2004).
Удостоена 26 почётных степеней британских вузов.
Почётный доктор Оксфорда (2013).